# Eugen Huber

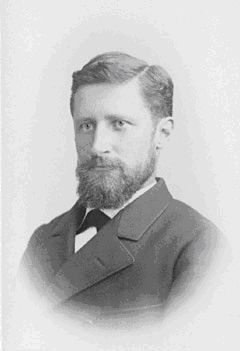
Eugen Huber

Eugen Huber (* 13. Juli 1849 in Oberstammheim, Kanton Zürich; † 23. April 1923 in Bern) war ein Schweizer Politiker (FDP) und Jurist. Er ist vor allem als Verfasser des Schweizerischen Zivilgesetzbuches bekannt.

## Leben
Huber, dessen Vater Arzt war, studierte Rechtswissenschaft an der Universität Zürich. Er machte 1872 das Doktorat mit einer Arbeit über «Die Entwicklung des Schweizerischen Erbrechts seit der Trennung der Schweizerischen Eidgenossenschaft vom Heiligen Römischen Reich». 1873 wurde er Hilfsredaktor bei der Neuen Zürcher Zeitung, später Ratsberichterstatter aus dem Bundeshaus und 1876, mit 27 Jahren, Chefredaktor. Wegen Differenzen mit der Freisinnigen Partei nahm er aber schon 1877 eine Stelle als Richter im appenzell-ausserrhodischen Trogen an. 1881 wurde er an der Universität Basel Professor für Schweizer Bundesstaats-, Privatrecht und schweizerische Rechtsgeschichte. Ab 1888 war er Professor an der Vereinigten Friedrichsuniversität Halle, wo er historische Gesetzgebung, Privatrecht, Handelsrecht, Kirchenrecht und Rechtsphilosophie lehrte.
Während dieser Zeit fasste er das Privatrecht der einzelnen Kantone in einem vierbändigen Werk zusammen (System und Geschichte des schweizerischen Privatrechtes, Basel 1886–1893). 1892 erhielt er vom Bundesrat den Auftrag, einen Vorentwurf für das Schweizerische Zivilgesetzbuch (ZGB) zu entwerfen. Aus diesem Grund wechselte er auf den Lehrstuhl für schweizerisches und deutsches Recht an die Universität Bern. Seine Arbeit am ZGB beendete er 1904 mit dem definitiven Entwurf, welcher der Bundesrat der Bundesversammlung unterbreitete. Die parlamentarischen Beratungen dauerten von 1905 bis zur (einstimmigen) Schlussabstimmung vom 10. Dezember 1907. Am 1. Januar 1912 trat das Zivilgesetzbuch in Kraft.
Am 4. September 1894 beschloss der Schweizerische Juristenverein, eine Sammlung der bis 1798 im Gebiet der Schweiz entstandenen Rechtsquellen herauszugeben, die Sammlung Schweizerischer Rechtsquellen. Huber war neben dem Bundesrichter Charles Soldan sowie dem damals in Freiburg im Breisgau lehrenden Germanisten und Kanonisten Ulrich Stutz Mitglied der vorbereitenden Rechtsquellenkommission, die vom Basler Rechts- und Verfassungshistoriker Andreas Heusler geleitet wurde.
Huber wurde bei den Parlamentswahlen 1902 in den Nationalrat gewählt und vertrat bis 1911 den 6. Wahlkreis (Bern-Mittelland).

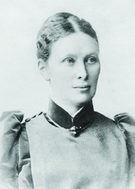
Lina Huber, geborene Weissert, Ehefrau von Eugen Huber

In erster Ehe war er mit Lina Weissert aus Heilbronn (1851–1910) verheiratet. In zweiter Ehe verband er sich 1917 mit der Tochter seines Jugendfreundes Fridolin Schuler, Maria Schuler, die ihn um fast zwanzig Jahre überlebte.

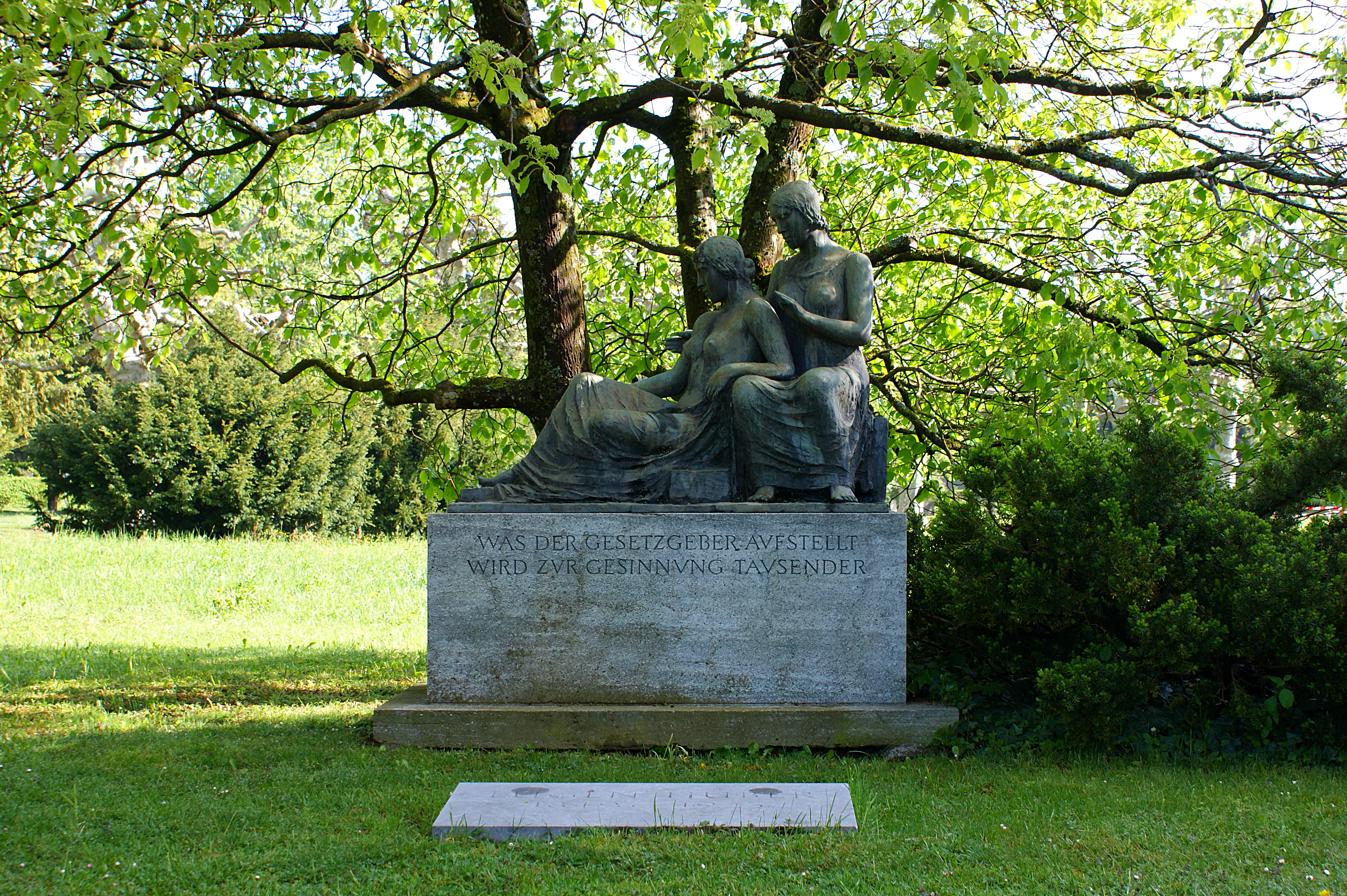
Eugen Hubers Grab mit Bronzeplastik Zwei sitzende Frauenfiguren von Hermann Hubacher (1929), Bremgartenfriedhof in Bern.

Die Historikerin Verena E. Müller vertritt die Meinung, dass Hubers erste Ehefrau einen nicht unwesentlichen Anteil an seinen Publikationen hatte und ihren Mann als Mitarbeiterin tatkräftig unterstützte. Nach dem Tod seiner Gattin Lina Huber-Weissert schrieb ihr Huber acht Jahre lang fast täglich einen Brief mit Berichten über seine Arbeit und sein Leben. Diese Briefe werden vom Rechtshistorischen Institut der Universität Bern unter der Leitung von Sibylle Hofer open access zugänglich gemacht.
Huber ruht auf dem Berner Bremgartenfriedhof.

## Werk
«Das grösste Verdienst um die Rechtsverwirklichung gebührt den Gemeinschaftsgliedern, die ohne weitere Nachhilfe, in aller Stille mit ihrem Verhalten das Recht verwirklichen.»

Hubers ZGB galt als das modernste Gesetzbuch Europas. Es war eine ethisch-philosophisch begründete Synthese europäischer und kantonaler Rechte. Im Artikel 1, Absatz 2 wird der Richter aufgefordert, bei Gesetzeslücken selbst wie ein Gesetzgeber (modo legislatoris) zu entscheiden: «Kann dem Gesetz keine Vorschrift entnommen werden, so soll das Gericht nach Gewohnheitsrecht und, wo auch ein solches fehlt, nach der Regel entscheiden, die es als Gesetzgeber aufstellen würde.» Mit dieser Anlehnung an Kants kategorischen Imperativ entsprach Huber dem schweizerischen Rechtsverständnis. Sie begründete die schöpferische Rechtsprechung des Bundesgerichtes.
Der Einfluss des ZGB reichte weit über die Schweiz hinaus. 1926 diente es Kemal Atatürk, dem Vater der modernen Türkei, als Vorbild für das neue Gesetzeswerk seines Landes. Die am Koran orientierte Rechtsprechung wurde durch das Schweizer Zivilrecht, welches mit nur unbedeutenden Anpassungen übernommen wurde, abgelöst. Die Rechtsübernahme schloss auch das moderne Erbschaftsrecht und Familienrecht des ZGB mit ein.

## Jubiläumsfeier mit Ausstellung

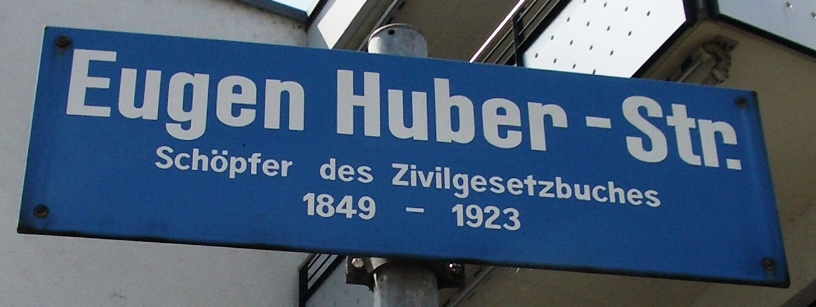
Eugen Huber-Strasse in Zürich-Altstetten, dem Geburtsort seiner Eltern

Am 10. Dezember 1907 haben die eidgenössischen Räte das Schweizerische Zivilgesetzbuch (ZGB) von Eugen Huber verabschiedet. Zum 100-jährigen Bestehen fand am 10. Dezember 2007 im Nationalratssaal ein Festanlass statt, bei dem verschiedene Rechtsprofessoren das ZGB als wegweisendes Werk würdigten, das die Gesetzgebung in verschiedenen Ländern geprägt hat.
Eine Wanderausstellung über Geschichte und Bedeutung des ZGB wurde am 10. Dezember 2007 auf dem Bundesplatz und bis Ende der Session im Parlamentsgebäude aufgestellt. Später wurde sie den Rechtsfakultäten der Universitäten und anderen interessierten Institutionen zur Verfügung gestellt.